# Anywhere
Anywhere ist ein Song von Jule Styne (Musik) und Sammy Cahn (Text), der 1945 veröffentlicht wurde.
Styne und Cahn schrieben Anywhere für den Musikfilm Tonight and Every Night (1945) unter der Regie von Victor Saville, mit Janet Blair, Lee Bowman und Rita Hayworth in den Hauptrollen. In dem Film stellt Hayworth tanzend den Song vor, wobei der Gesang von Martha Mears synchronisiert wird. Anywhere erhielt 1946 eine Oscar-Nominierung in der Kategorie Bester Song.
Ab 1945 entstanden in den Vereinigten Staaten und in England Aufnahmen des Songs u. a. von Bert Ambrose and His Orchestra (Decca Records F.8545) und von George Shearing (Latin Affair, Capitol Records 1958).